# Thaims
Thaims és un municipi francès situat al departament del Charente Marítim i a la regió de la Nova Aquitània. L'any 2007 tenia 323 habitants.

## Demografia

### Població
El 2007 la població de fet de Thaims era de 323 persones. Hi havia 124 famílies de les quals 23 eren unipersonals (4 homes vivint sols i 19 dones vivint soles), 50 parelles sense fills, 43 parelles amb fills i 8 famílies monoparentals amb fills.
La població ha evolucionat segons el següent gràfic:
Habitants censats

### Habitatges
El 2007 hi havia 181 habitatges, 126 eren l'habitatge principal de la família, 34 eren segones residències i 21 estaven desocupats. 177 eren cases i 4 eren apartaments. Dels 126 habitatges principals, 106 estaven ocupats pels seus propietaris, 17 estaven llogats i ocupats pels llogaters i 2 estaven cedits a títol gratuït; 1 tenia una cambra, 4 en tenien dues, 19 en tenien tres, 32 en tenien quatre i 70 en tenien cinc o més. 94 habitatges disposaven pel capbaix d'una plaça de pàrquing. A 50 habitatges hi havia un automòbil i a 68 n'hi havia dos o més.

### Piràmide de població
La piràmide de població per edats i sexe el 2009 era:
| Homes | Edats   | Dones |
| ----- | ------- | ----- |
| 0     | 95 o +  | 0     |
| 0     | 90 a 94 | 0     |
| 4     | 85 a 89 | 8     |
| 0     | 80 a 84 | 0     |
| 4     | 75 a 79 | 12    |
| 8     | 70 a 74 | 4     |
| 8     | 65 a 69 | 8     |
| 4     | 60 a 64 | 8     |
| 8     | 55 a 59 | 4     |
| 16    | 50 a 54 | 4     |
| 4     | 45 a 49 | 4     |
| 16    | 40 a 44 | 16    |
| 0     | 35 a 39 | 12    |
| 8     | 30 a 34 | 4     |
| 12    | 25 a 29 | 8     |
| 0     | 20 a 24 | 16    |
| 20    | 15 a 19 | 16    |
| 0     | 10 a 14 | 16    |
| 0     | 5 a 9   | 8     |
| 0     | 0 a 4   | 12    |

## Economia
El 2007 la població en edat de treballar era de 201 persones, 149 eren actives i 52 eren inactives. De les 149 persones actives 139 estaven ocupades (73 homes i 66 dones) i 10 estaven aturades (3 homes i 7 dones). De les 52 persones inactives 21 estaven jubilades, 9 estaven estudiant i 22 estaven classificades com a «altres inactius».

### Ingressos
El 2009 a Thaims hi havia 135 unitats fiscals que integraven 335 persones, la mediana anual d'ingressos fiscals per persona era de 14.353 €.

### Activitats econòmiques
Dels 14 establiments que hi havia el 2007, 1 era d'una empresa de fabricació d'altres productes industrials, 3 d'empreses de construcció, 2 d'empreses de comerç i reparació d'automòbils, 1 d'una empresa d'hostatgeria i restauració, 4 d'empreses de serveis i 3 d'entitats de l'administració pública.
Dels 2 establiments de servei als particulars que hi havia el 2009, 1 era un paleta i 1 fusteria.
L'any 2000 a Thaims hi havia 15 explotacions agrícoles que ocupaven un total de 434 hectàrees.

## Poblacions més properes
El següent diagrama mostra les poblacions més properes.